# Distrito de Pulán
El distrito de Pulán es uno de los once que conforman la provincia de Santa Cruz, ubicada en el departamento de Cajamarca, bajo la administración del Gobierno regional de Cajamarca, en el norte del Perú.
Desde el punto de vista jerárquico de la Iglesia católica forma parte de la Diócesis de Chiclayo, sufragánea de la Arquidiócesis de Piura.

## Historia
El distrito fue creado mediante Ley 11328 del 21 de abril de 1950, en el gobierno del Presidente Manuel A. Odría.

## Geografía
Tiene una superficie de 155,67 km².
- Ríos:
- Lagos:

## Capital
Tiene como capital al pueblo de Pulán. Se encuentra ubicada a una altura 2 065 m s. n. m.

## Autoridades

### Municipales
- 2019 - 2022[3]
  - Alcalde: José Luis Monteza Hernández, de Cajamarca Siempre Verde.
  - Regidores:

  1. Felipe Juvencio Hernández Cortez (Cajamarca Siempre Verde)
  2. Segundo Daniel Medina Montenegro (Cajamarca Siempre Verde)
  3. Flor Lizbet Barboza Bustamante (Cajamarca Siempre Verde)
  4. Miguel Vega Collantes (Cajamarca Siempre Verde)
  5. Adán Díaz Santa Cruz (Movimiento de Afirmación Social)

Alcaldes anteriores
- 2015-2018: Víctor Manuel Gavidia Tenorio
- 2011 - 2014:[4] Alindor Hernández Santoyo, Movimiento Regional Fuerza Social Cajamarca (FS).
- 2007 - 2010: Salatiel Romero Malca.

### Policiales
- Comisario:  PNP.

## Festividades
- Fiesta de Carnavales: Se realiza desde el 31 de enero hasta el 11 de febrero.
- Fiesta en honor a Santa Catalina de Alejandría: Se realiza desde el 31 de julio hasta el 12 de agosto en honor a la Santísima virgen santa catalina de Alejandría.